# Церковь Святых Петра и Павла (Велико-Тырново)
Церковь Святых Петра и Павла — православный храм в Велико-Тырново в Болгарии. Одна из самых известных и старейших болгарских церквей, имеющая огромную историко-культурную ценность.

## История
Церковь Святых Петра и Павла была построена во времена правления Калояна в начале XIII века у подножия крепости Царевец. Вначале эта церковь представляла собой патриарший храм, и именно тут было принято решение об объединении с Римско-Католической церковью. После победы православия церковная власть переместилась в церковь Вознесения Господня. Главный комплекс церкви возводилась по инициативе жены царя Анны-Марии, дочери венгерского правителя, для размещения мощей святого Иоанна Поливотского. Изначально неподалеку от здания церкви был еще и монастырский комплекс, но он не сохранился до наших дней. В период Второго Болгарского царства, который существовал в XII—XIV веках на территории современной Болгарии, Велико-Тырново было столицей и считалось самым красивым городом на Балканах, играло важную роль в жизни разных сфер государства, стало центром политической и церковной власти. В нем были построены царские палаты и Дворец Патриарха Болгарской православной церкви. После того как Болгарская патриархия была отменена, церковь стала центром митрополитов Болгарии вплоть до XIV века.
Церковь Святых Петра и Павла сыграла основную роль в истории Второго Болгарского царства в ходе напряженных событий, развернувшихся в Тырново после его захвата турками-османами в 1393 году. В 1194—1195 годах болгарский царь Асен (1186—1196) передал в Тырново останки самого почитаемого болгарского Святого Иоанна Рильского. Они были помещены в специально возведенной для них крепостной церкви Трапезица, вокруг которой возник монастырь. После захвата Тырново турками-османами мощи святого Иоанна Рильского были перенесены в новую Патриаршую резиденцию — в Церковь Святых Петра и Павла. В 1469 году мощи святого были перенесены в Рильский монастырь, где они находятся и сегодня. В 1393 году город был взят османцами, в связи с чем, церковь вновь стала патриаршеским центром. Перед ссылкой последние годы в ней служил патриарх Евтимий.

## Внутреннее убранство
Внутреннее пространство храма разделено двумя рядами колонн. Украшением храма служит массивный иконостас. На стенах сохранились уникальные фрески, созданные в разные периоды существования храма. Проведенные археологические исследования свидетельствуют о том, что над росписью храма трудились лучшие живописцы Тырновской художественной школы. Первые фрески датируются XIII веком. Неф и притвор церкви были расписаны в 40-е годы XV века. В притворе сохранился фрагмент изображения Шестого Вселенского Собора, состоявшегося в Константинополе в 680—681 годах. На стенах храма изображены сюжеты из Евангелия и наиболее почитаемые в Болгарии святые, среди которых — Иоанн Рильский, святые Петр и Павел, Архангелы Михаил и Гавриил, святые Борис и Глеб, святой Иосиф; образы творцов церкви — Григория Богослова, Иоанна Милостивого и др. Фрески в галерее были написаны в течение последних двух десятилетий XVI века. На северной стене и сейчас можно увидеть росписи части календаря для нескольких месяцев. В нижнем этаже храма Святых Петра и Павла находится костница, где в соответствии с существовавшей монашеской традицией хранились кости умерших монахов. Сама церковь расположена на втором этаже. Убранство храма просто, что только прибавляет ему обаяния. На колоннах, разделяющих на части внутреннее помещение, и на стенах храма можно увидеть множество прекрасных старинных узоров и фресок, созданных болгарскими мастерами за всё долгое время существования церкви. Отдельного упоминания заслуживает созданная еще в XIII веке фреска, на которой изображены эдесские мученики — Гурий, Самон и Авив. Также внимание посетителей храма привлекает расположенный здесь массивный величественный иконостас. После землетрясения 1913 года здание храма было сильно повреждено и полностью восстановлено только в 1981 году на основе оригинальных фотографий и рисунков по проекту архитектора Бояна Кузупова. Церковь Св. Павла и Петра объявлена в Болгарии национальным историческим памятником, архитектурным памятником национального значения и художественным памятником национального значения. Монастырский комплекс Святых Петра и Павла сегодня представляет собой археологический заповедник, где и сегодня ведутся раскопки. В ходе археологических раскопок были обнаружены ювелирные украшения, выполненные умельцами города Велико-Тырново. Также были найдены останки раннего полового покрытия церкви Святых Петра и Павла, датируемые XIII веком. Внутренняя архитектура храма так же проста, как и внешний вид: помещение разделено на части двумя рядами колонн. На этих колоннах и на стенах сохранились великолепные росписи: узоры и старинные фрески, которые создавались на протяжении всего существования церкви. Одними из наиболее грандиозных святынь здесь считаются величественный иконостас, и фреска в западной части храма с изображением трех мучеников Эдессы, созданная сразу же после постройки здания.

## Галерея

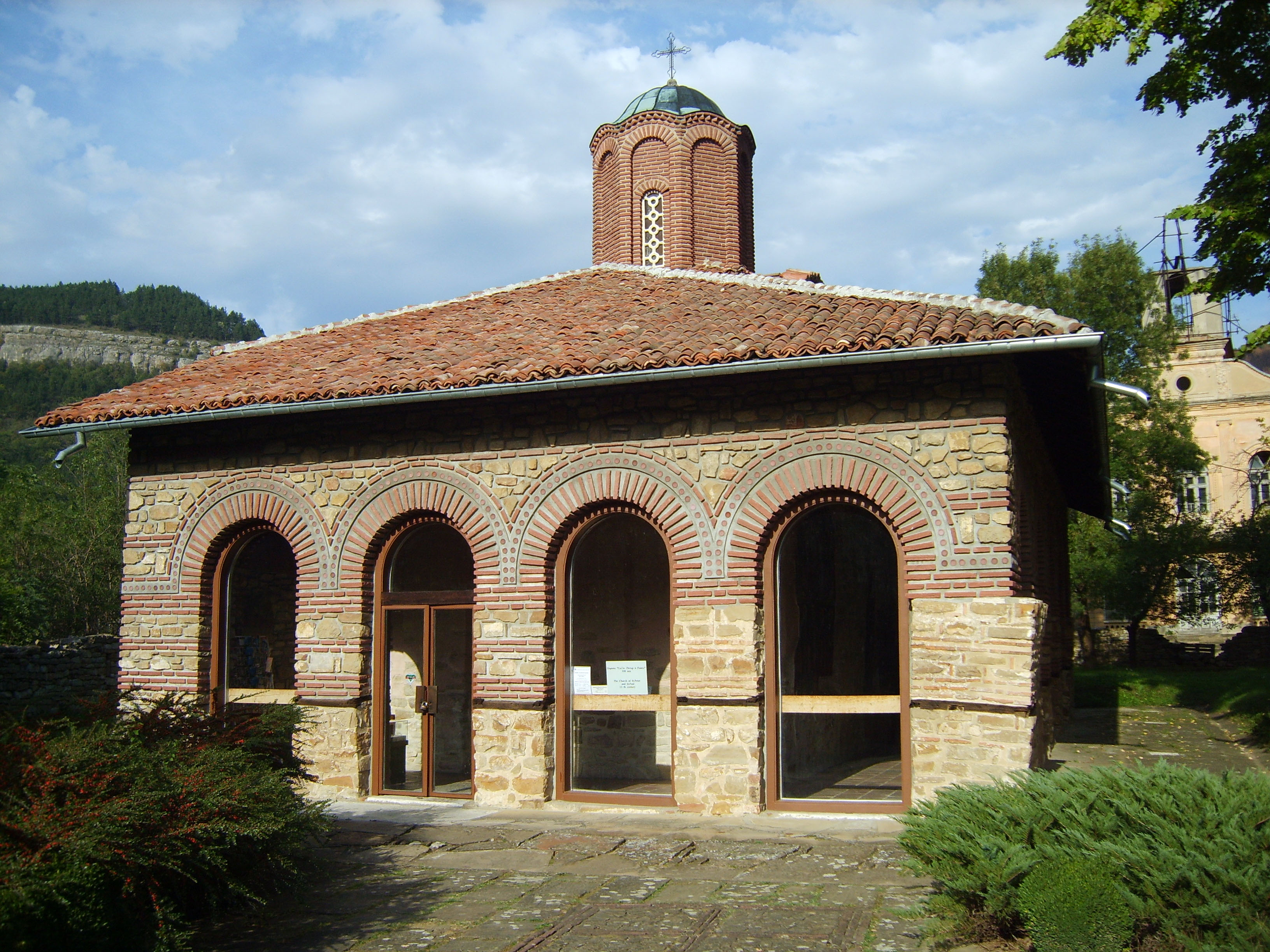
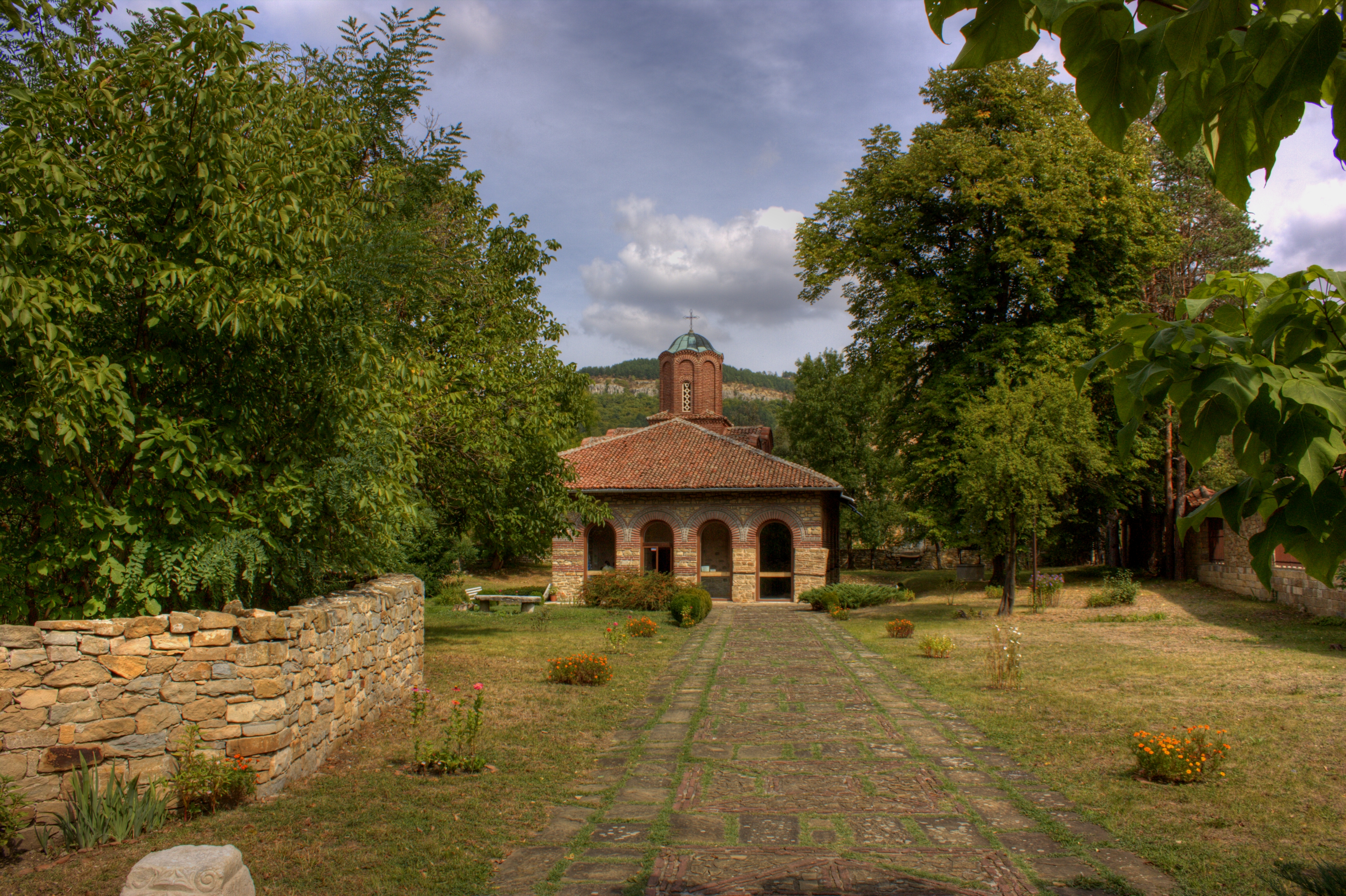
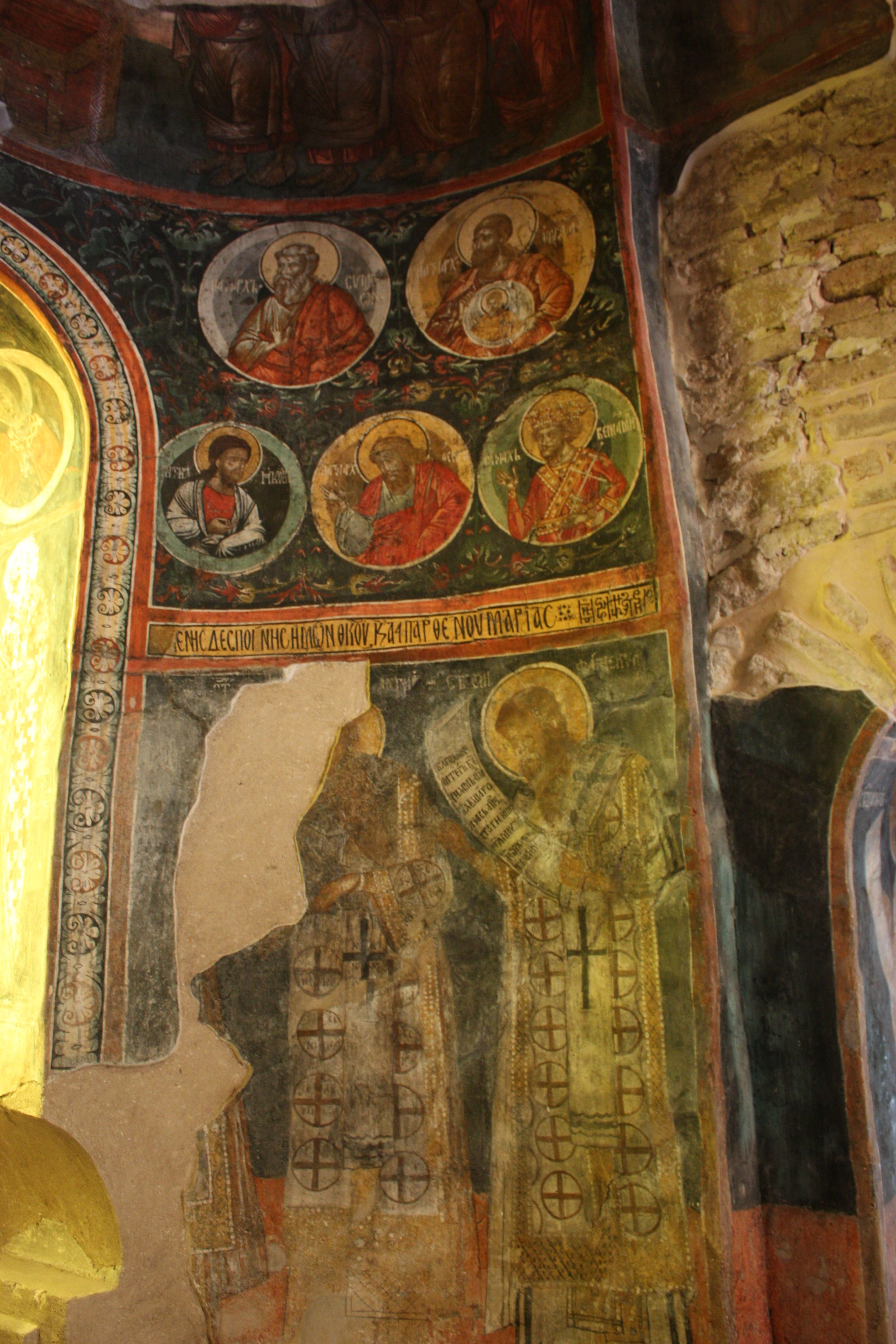
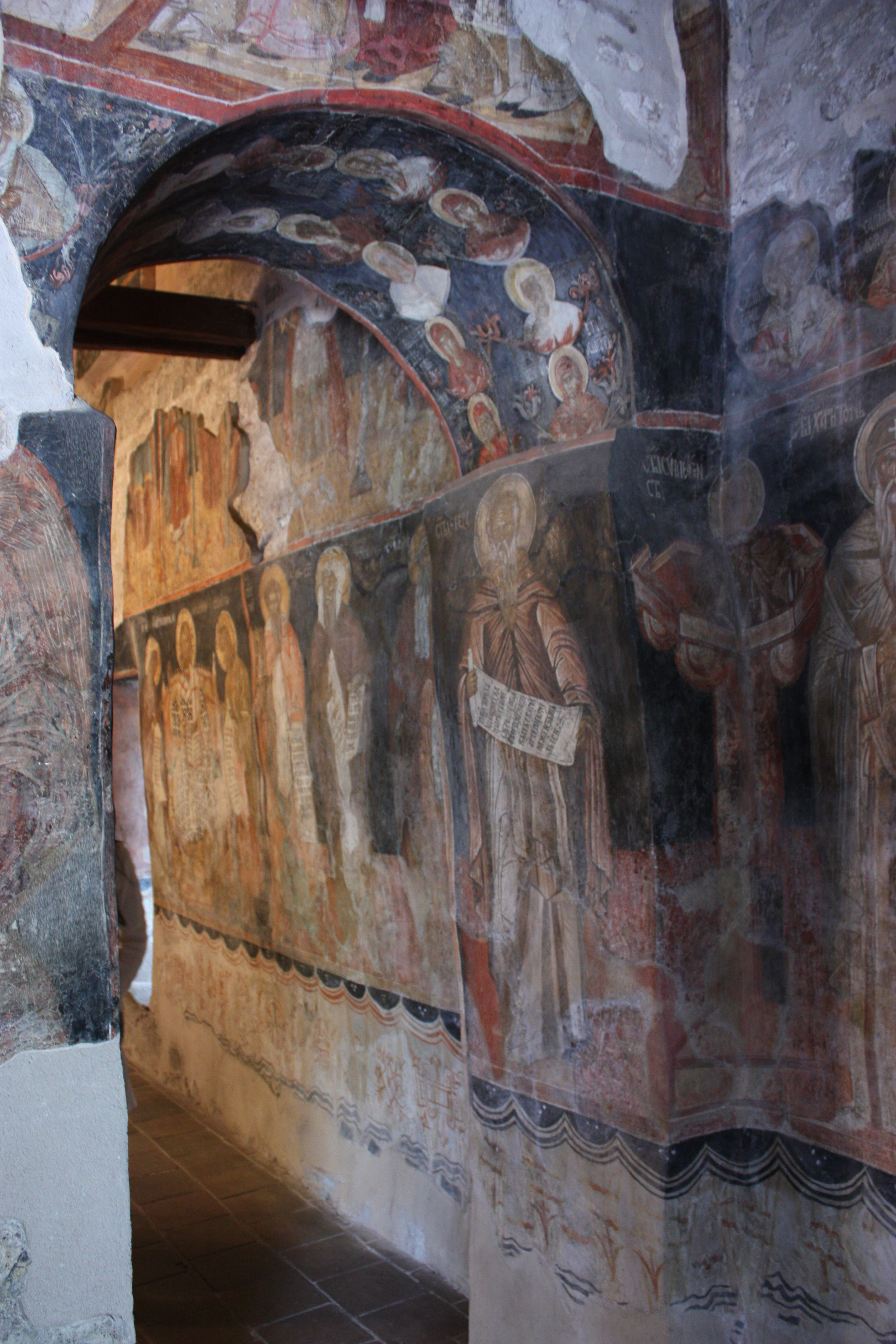
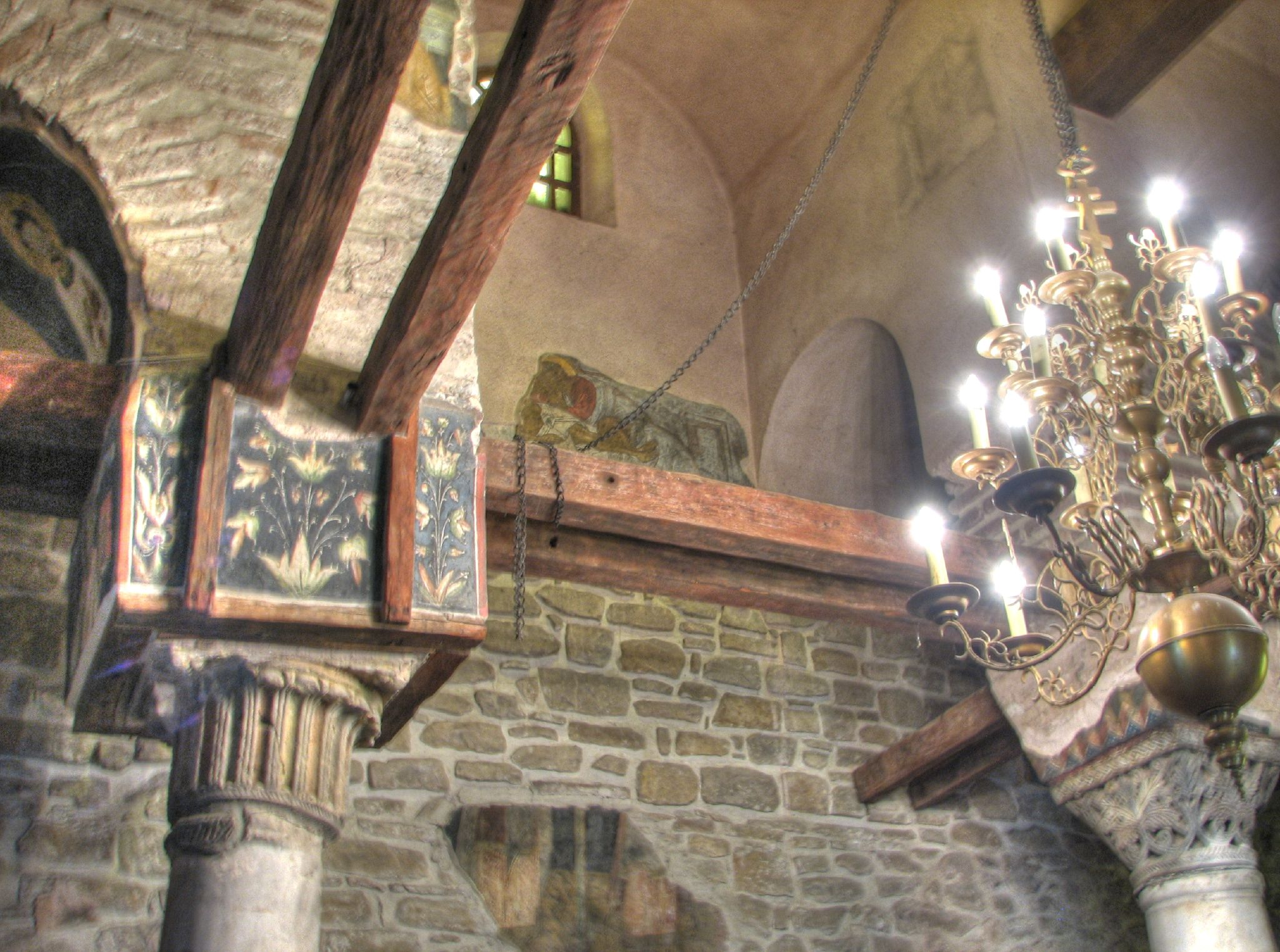
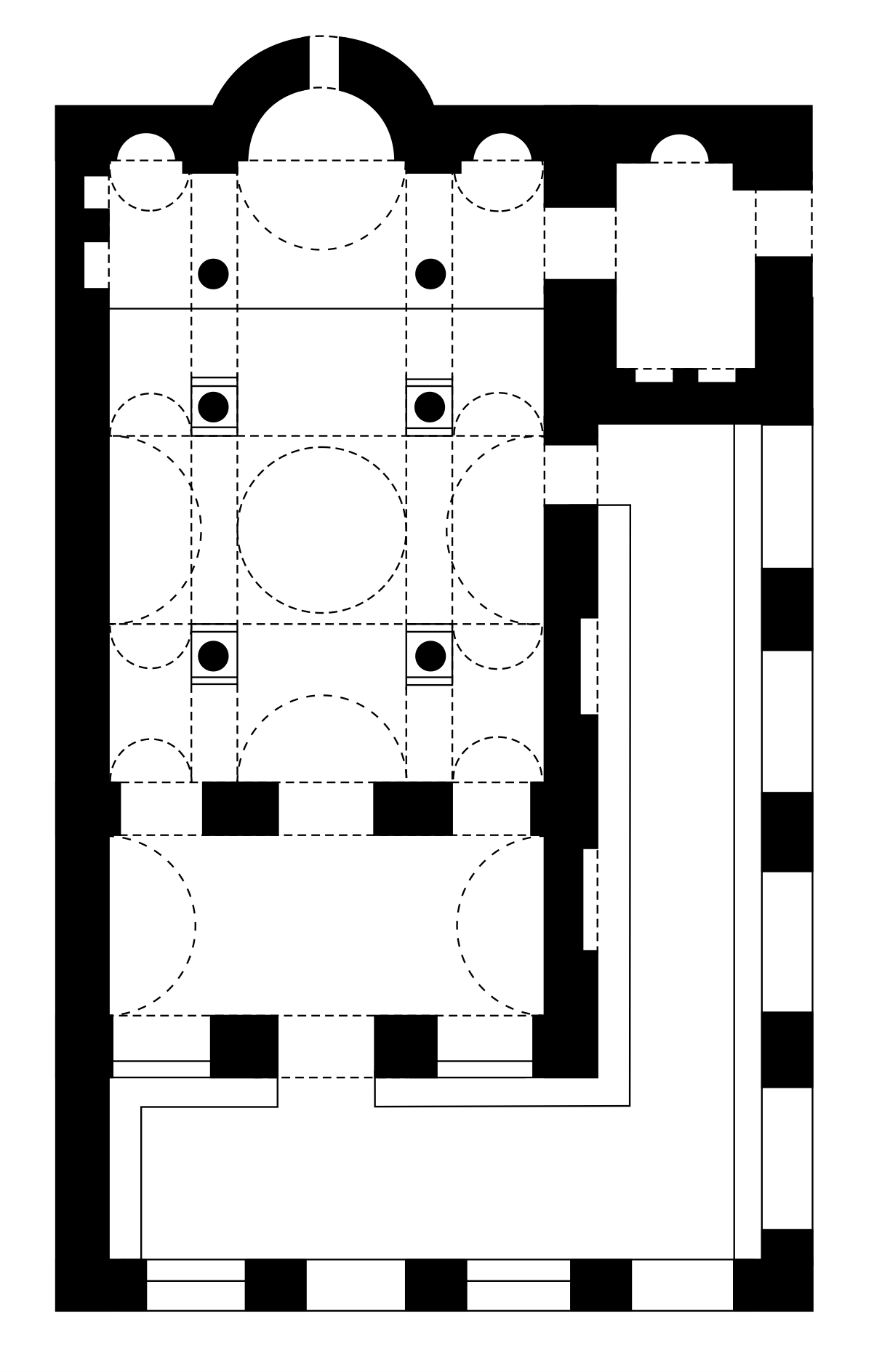
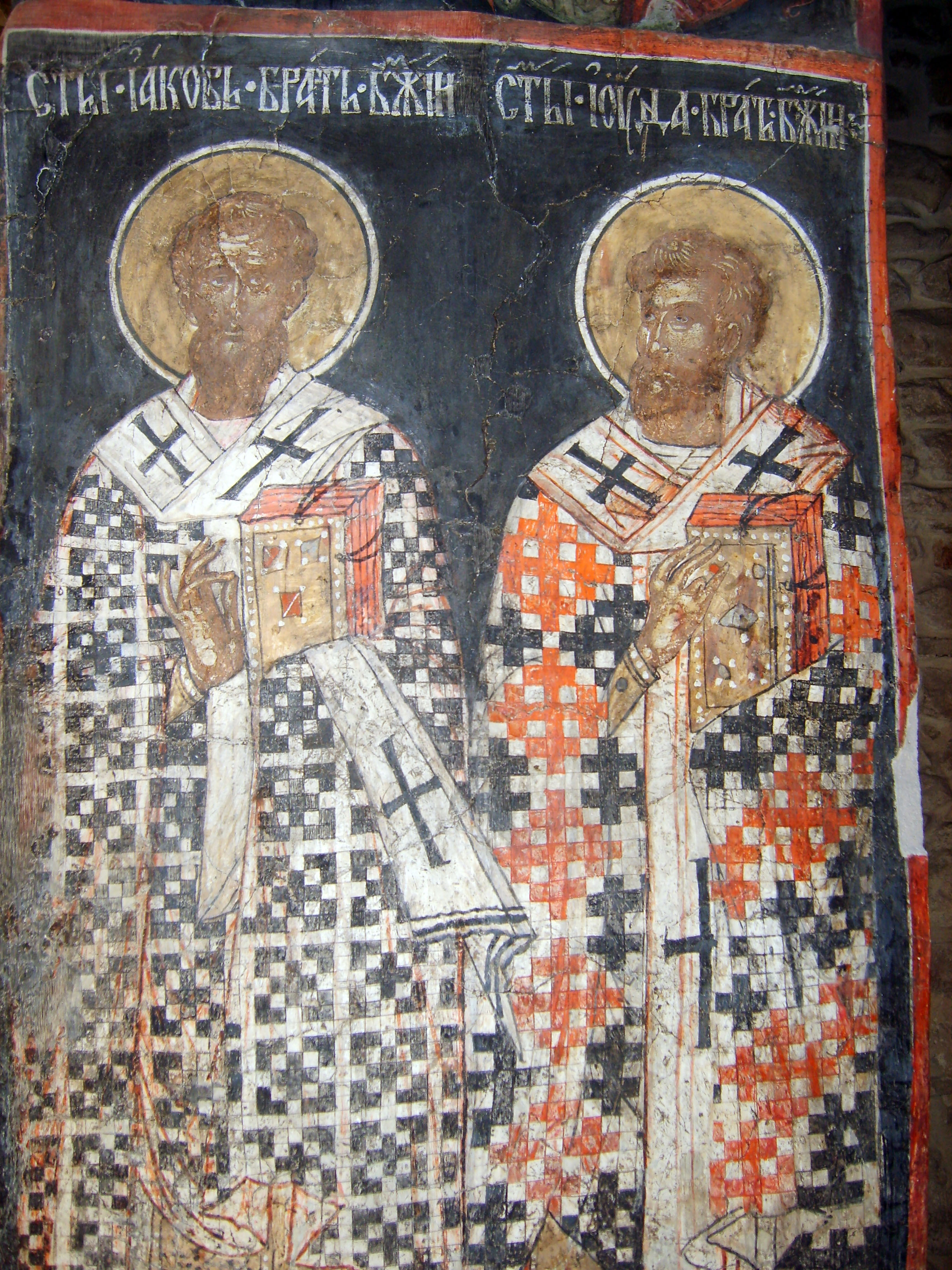
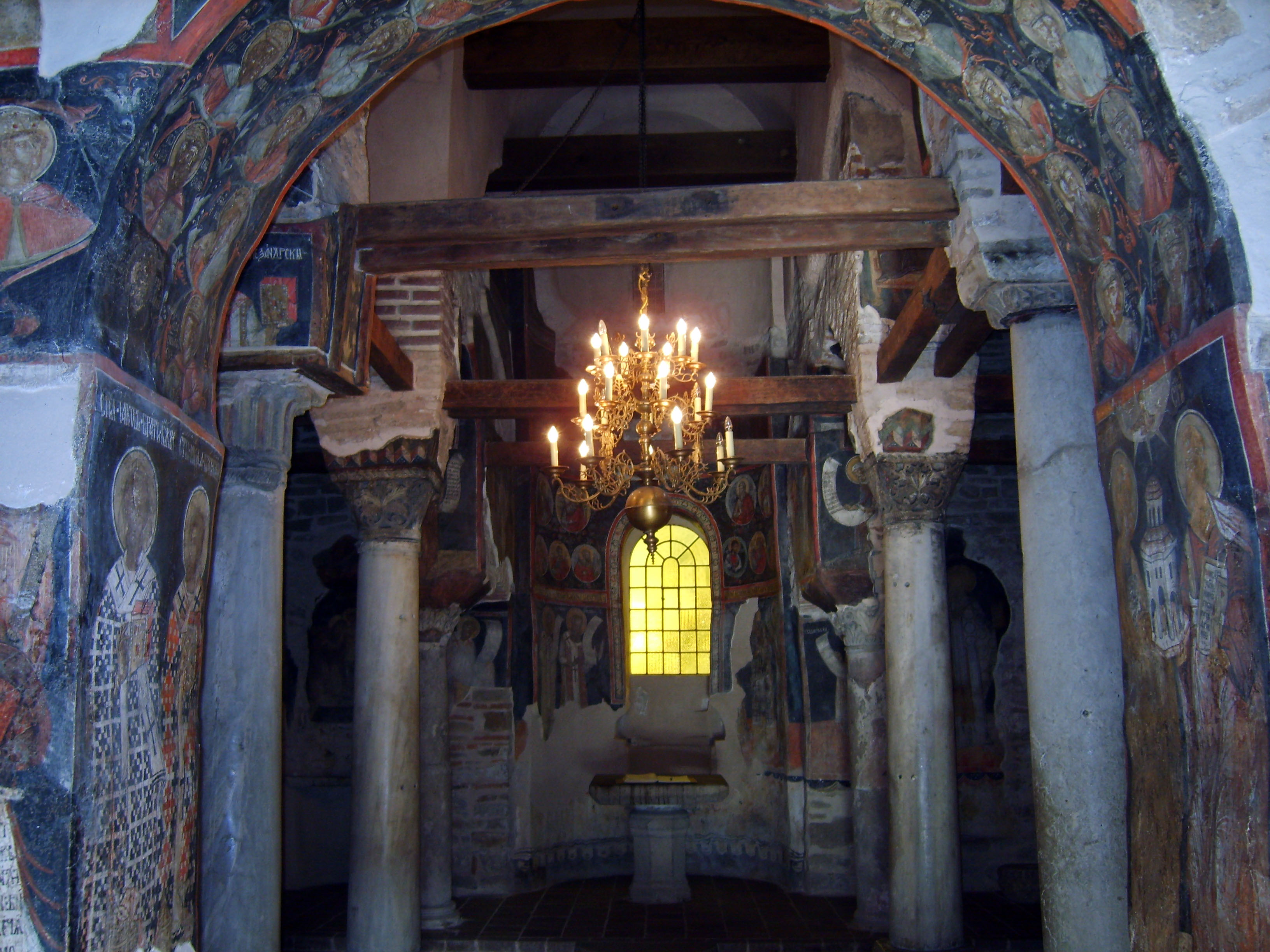
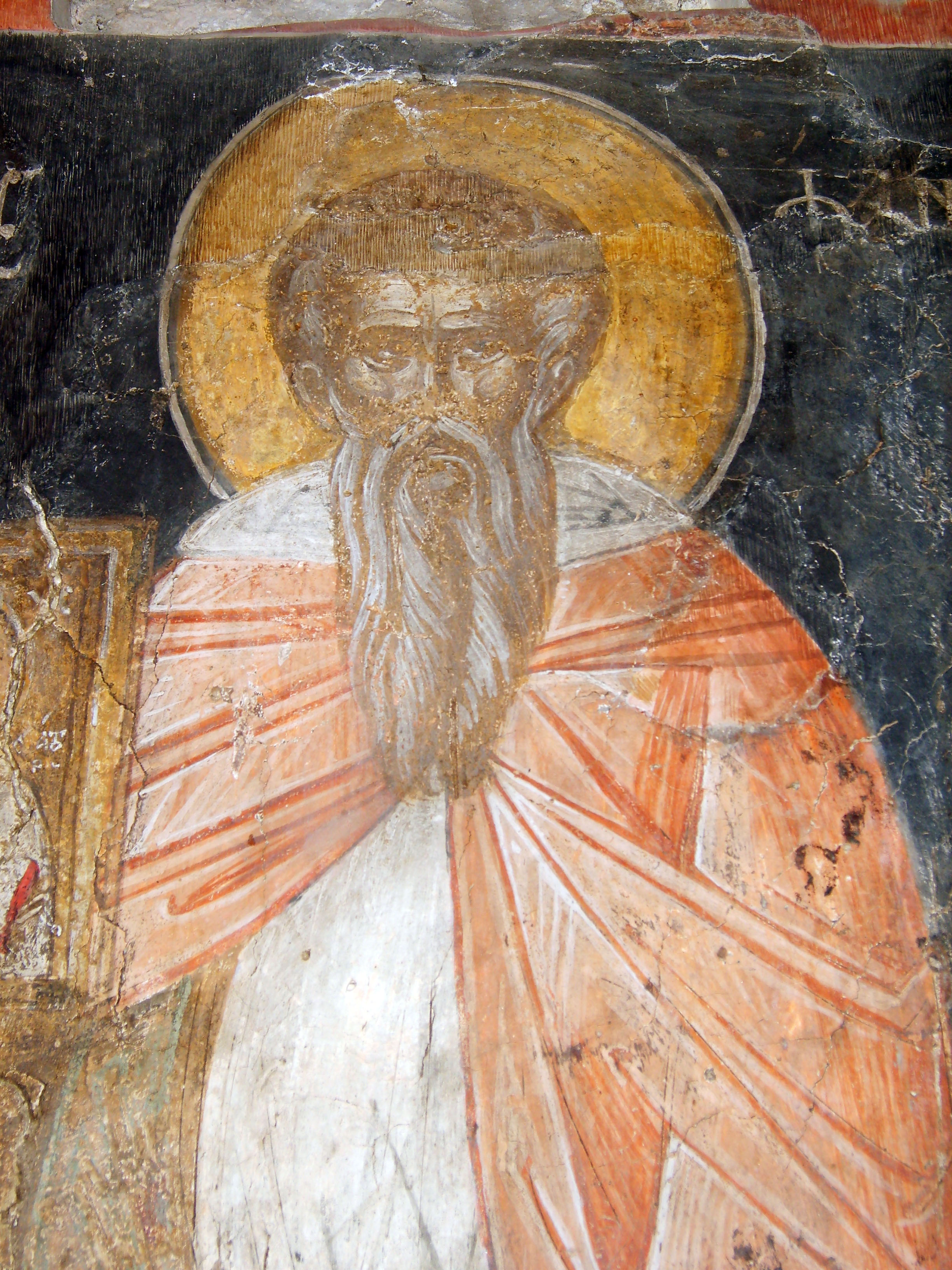
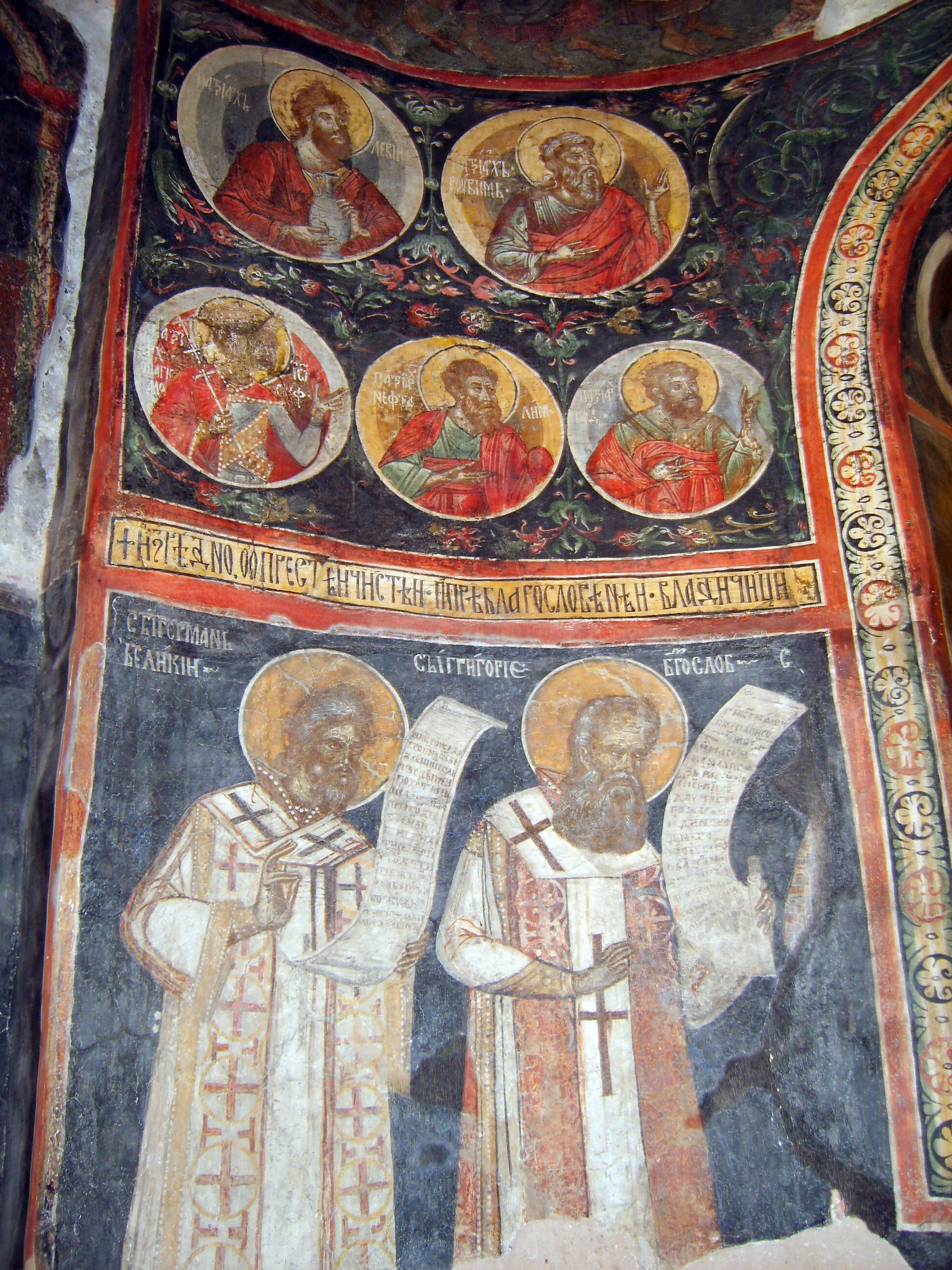